# Henriettea uniflora
Henriettea uniflora är en tvåhjärtbladig växtart som beskrevs av Judd, Skean, Penneys och Michelangeli. Henriettea uniflora ingår i släktet Henriettea och familjen Melastomataceae. Inga underarter finns listade i Catalogue of Life.